# Aristobia pendleburyi
Aristobia pendleburyi är en skalbaggsart som beskrevs av Fisher 1935. Aristobia pendleburyi ingår i släktet Aristobia och familjen långhorningar. Inga underarter finns listade.